# Francy Boland
François „Francy“ Boland (* 6. November 1929 in Namur; † 12. August 2005 in Genf) war ein belgischer Jazz-Pianist und Arrangeur.

## Leben
Francy Boland begann mit acht Jahren Klavier zu spielen. Er studierte nach dem Zweiten Weltkrieg Musik am Konservatorium von Lüttich.
Nach Abschluss seines Musikstudiums am Konservatorium in Liege (Lüttich), begann der 1929 im belgischen Namur geborene Boland 1949 seine Jazzkarriere u. a. bei The Bob Shots. In der ersten Hälfte der 1950er Jahre arbeitete er in Paris vorwiegend als Arrangeur für Jazzkünstler wie Bobby Jaspar, Bernard Peiffer, Henri Renaud und Fats Sadi. 1955 holte ihn der Trompeter Chet Baker als Pianisten in sein Quintett und ebnete ihm so den Weg in die USA. Zwischen 1956 und 1958 lebte Boland in New York und arbeitete dort als Arrangeur für Größen wie Count Basie und Benny Goodman. 
In den 1960er und 1970er Jahren war er auf dem Höhepunkt seiner Karriere.
Auf Initiative von Gigi Campi gründete er 1959 mit dem Schlagzeuger Kenny Clarke die Kenny Clarke/Francy Boland Big Band. Nach sehr erfolgreichen Jahren löste sich diese 1972 auf. In den Jahren danach komponierte Francy Boland für namhafte Orchester, u. a. Count Basie.
Zu den Künstlern, die mit Boland zusammenarbeiteten, gehörte auch Gitte Hænning, die 1969 nach Jahren als Schlagersängerin ein Swingalbum aufnahm und sich damit auch einer breiteren Öffentlichkeit als Jazzsängerin bekannt machte.
Im Jahre 1984 arrangierte Boland die Musik zu Texten des amerikanischen Songtexters Gene Lees, der Gedichte von Papst Johannes Paul II. ins Englische übertragen hatte. Die Platte wurde mit der Sängerin Sarah Vaughan und einem Orchester unter der Leitung von Lalo Schifrin aufgenommen.
Am 12. August 2005 ist François „Francy“ Boland in seiner Wahlheimat Genf einer Krebserkrankung erlegen.